# Aeropuerto de La Gomera
El Aeropuerto de La Gomera (IATA: GMZ, OACI: GCGM), situado al sur de la isla en el término municipal de Alajeró, a 34 kilómetros de la capital (San Sebastián de La Gomera), es el más recientemente creado del archipiélago canario, siendo inaugurado en 1999.
En el año 2023 este aeropuerto registró 113.318 pasajeros, 3.946 operaciones y 4,9 toneladas de mercancías.

## Historia
La aviación en la isla de La Gomera comienza en la década de los años 50, cuando se inicia la construcción de un aeródromo privado llamado "El Revolcadero", que se encontraba situado en el término municipal de Alajeró.
Dicho aeródromo contaba con una pista (09-27), un hangar y una pequeña caseta que cumplía las funciones de torre de control y fue abierto para el uso particular del propietario y como aeródromo para emergencias y trabajos de fumigación.
Como consecuencia de los problemas de atención sanitaria que sufría la isla, en el año 1962 comienzan los estudios para construir un aeropuerto en la isla. No obstante, el proyecto no se consiguió llevar a cabo. No fue hasta 1975 cuando se retomó, aunque esta vez, debido a la apertura del Aeropuerto de Tenerife Sur y el inicio de una línea de barcos rápidos que hacían conexión con la isla, se retrasa nuevamente el proyecto.
Finalmente, en la década de los 80, problemas con la evacuación de heridos, ponen en actualidad la necesidad de tener una aeropuerto en la isla, y el 27 de julio de 1987, se firma un convenio para la construcción del aeropuerto en La Gomera.
A finales de 1990, ya está todo preparado para dar comienzo a las obras y a finales de 1994 el aeródromo ya cuenta con una pista de vuelo (09-27), un lugar de estacionamiento de aeronaves y una calle de enlace. El lugar elegido fue la meseta de los acantilados, que se encuentra a dos kilómetros del viejo aeródromo de El Revolcadero.
A finales de 1995, después de que Aeropuertos Españoles y Navegación Aérea (AENA) se hiciera cargo de las instalaciones, se erigió la terminal de pasajeros, la cual fue inaugurada en 1999. Dicha terminal consta de dos plantas, y se puede apreciar en ella la típica arquitectura canaria (https://commons.wikimedia.org/wiki/File:Hangar-y-torre-control.gif).

## Instalaciones del aeropuerto
- 1 pista
- 1 terminal de pasajeros, distribuida en dos plantas
- 1 tienda
- 1 cafetería
- Oficina de objetos perdidos
- Punto de Información del Aeropuerto

## Aerolíneas y destinos
| Gran Canaria | Aeropuerto de Gran Canaria                       | Binter Canarias |
| Tenerife     | Aeropuerto de Tenerife Norte-Ciudad de La Laguna | Binter Canarias |

## Tráfico
La evolución del tráfico de pasajeros de este aeropuerto sería la indicada en la siguiente tabla:
| 2000   | 2001   | 2002   | 2003   | 2004   | 2005   | 2006   | 2007   | 2008   | 2009   | 2010   | 2011   | 2012   | 2013   |
| ------ | ------ | ------ | ------ | ------ | ------ | ------ | ------ | ------ | ------ | ------ | ------ | ------ | ------ |
| 15.503 | 23.404 | 24.612 | 28.588 | 30.774 | 34.496 | 38.852 | 40.569 | 41.890 | 34.605 | 32.252 | 32.713 | 19.707 | 24.469 |